# Szafraniec-Kapelle

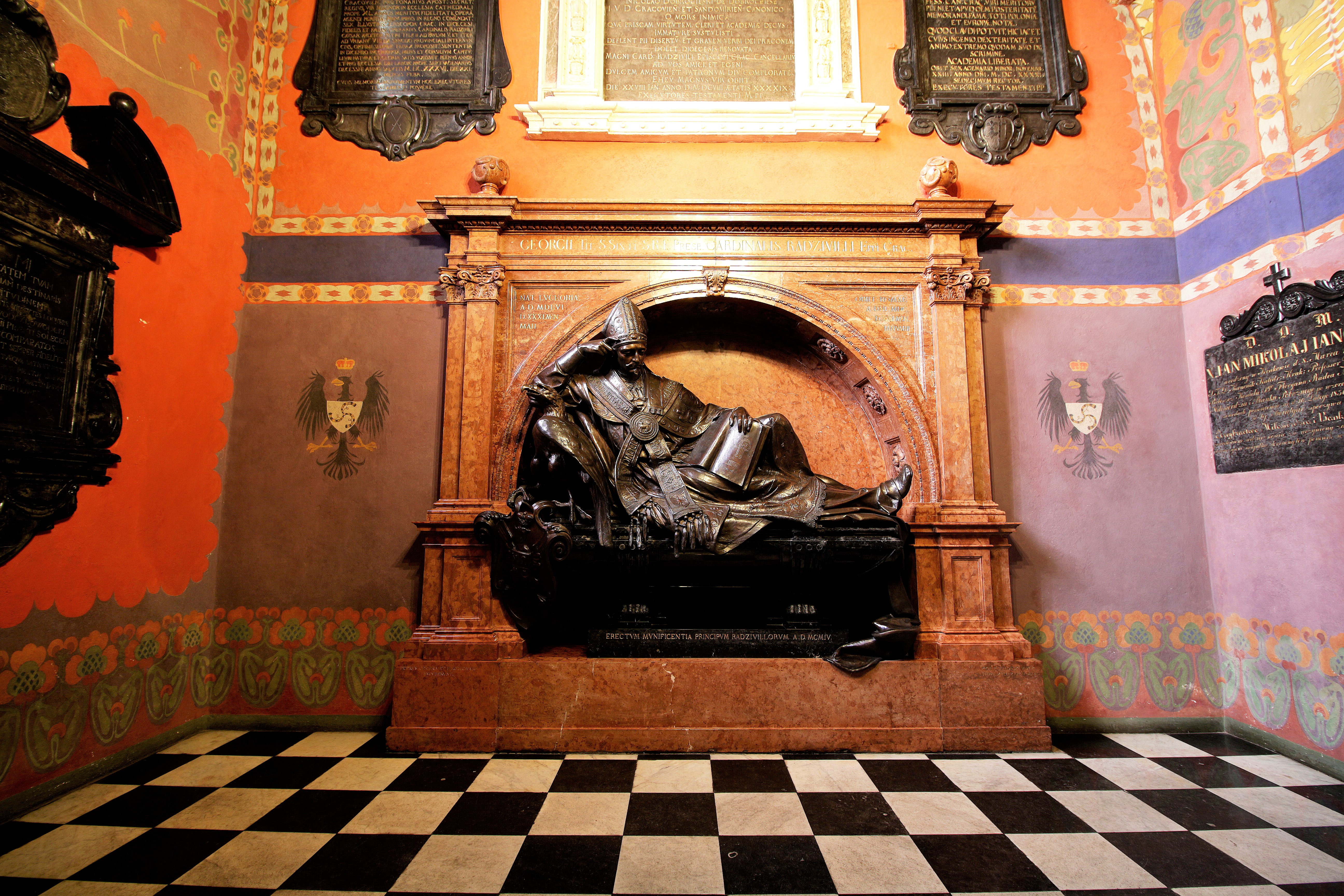
Grabmal Jerzy Radziwiłłs

Die Szafraniec-Kapelle (polnisch Kaplica Szafrańców) ist eine der 19 Kapellen, die die Krakauer Kathedrale umgeben. Sie wird auch Doktoren-Kapelle, Akademiker-Kapelle und Radziwiłł-Kapelle genannt. Sie ist dem heiligen Stephanus geweiht.

## Geschichte
Die Kapelle wurde 1420 von Bischof Jan Szafraniec gestiftet und in das Erdgeschoss des romanischen Silberglockenturm gebaut, das zuvor als Kapitelhaus diente. Auch sein Bruder, der Subcamerarius Piotr Szafraniec, wurde in der Kapelle bestattet. Beide stifteten zudem einen gotischen Altar für die Kapelle. Anfang des 17. Jahrhunderts übernahm die Krakauer Akademie die Kapelle und sie wurde zur Universitätskapelle umfunktioniert und sie erhielt 1655 ein neues barockes Gewölbe. Schließlich wurde sie in den Jahren von 1692 bis 1702 von Sebastian Piskorski ganz im barocken Stil umgebaut. Das Portal wurde im Spätbarocken Stil im Jahre 1769 von Antoni Żołędziowski gestiftet und von Francesco Placidi errichtet. Placidi schuf auch den Barockaltar. Den letzten Umbau im Stil des Neobarocks stiftete die Magnatenfamilie Radziwiłł in den Jahren von 1902 bis 1906. An diesem war unter anderem Zygmunt Hendel (Bronzegitter) und Józef Mehoffer (Fresken) beteiligt.

## Krypta
In der Krypta unterhalb der Kapelle wurden nacheinander bestattet:
- Piotr Szafraniec
- Kardinal Jerzy Radziwiłł (1556–1600)

In unmittelbarer Nähe dieser Gräber befindet sich heute die Krypta Józef Piłsudskis.

## Innenraum
Francesco Placidi schuf auch den Barockaltar. Das neobarocke Grabmal Jerzy Radziwiłłs geht auf Pius Weloński zurück. Das Bronzegitter schuf Zygmunt Hendel und Józef Mehoffer die Jugendstilfresken und das Buntglasfenster. In der Kapelle befinden sich auch zahlreiche barocke Epitaphe für Professoren der Krakauer Akademie.

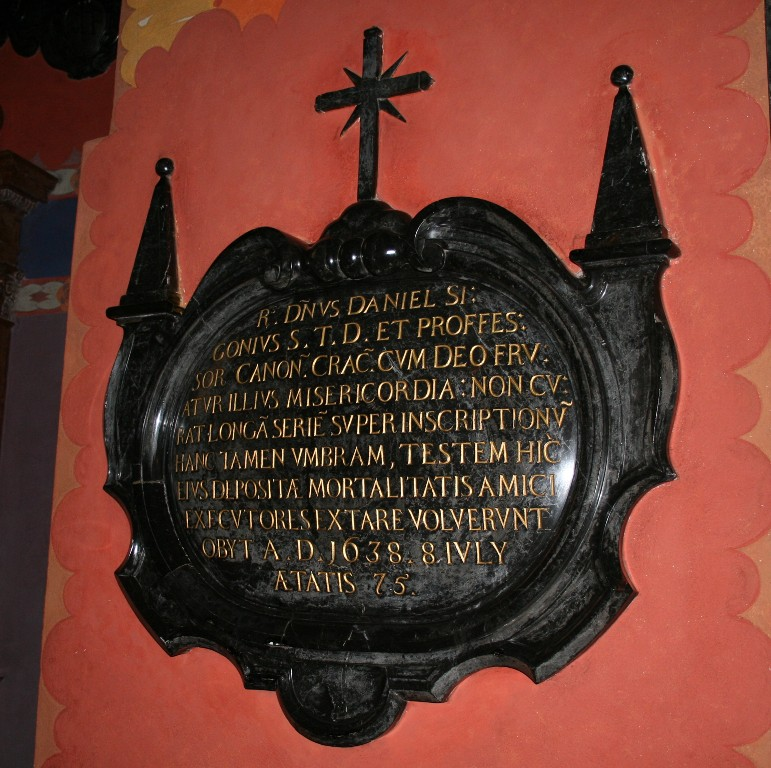
Epitaph
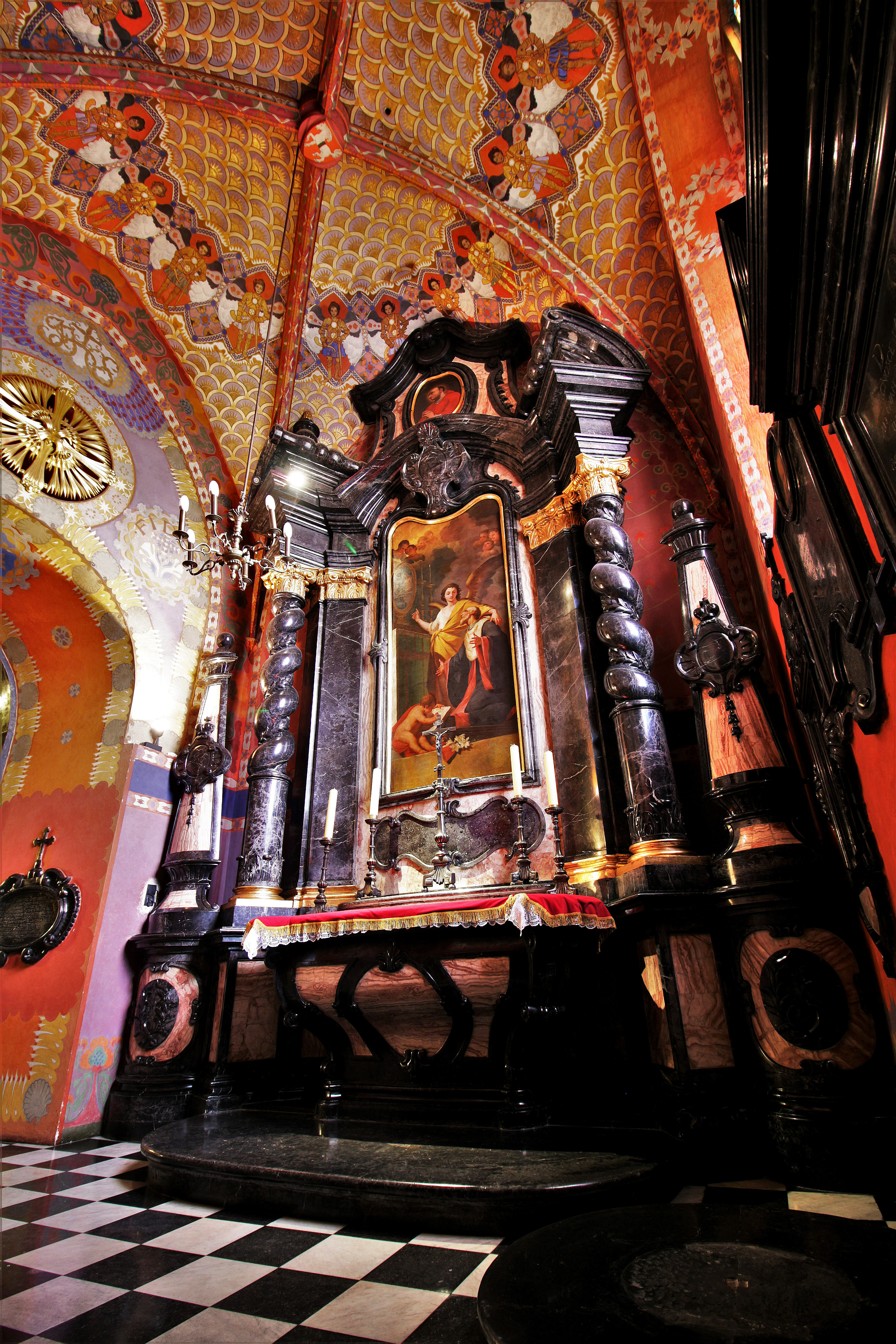
Altar
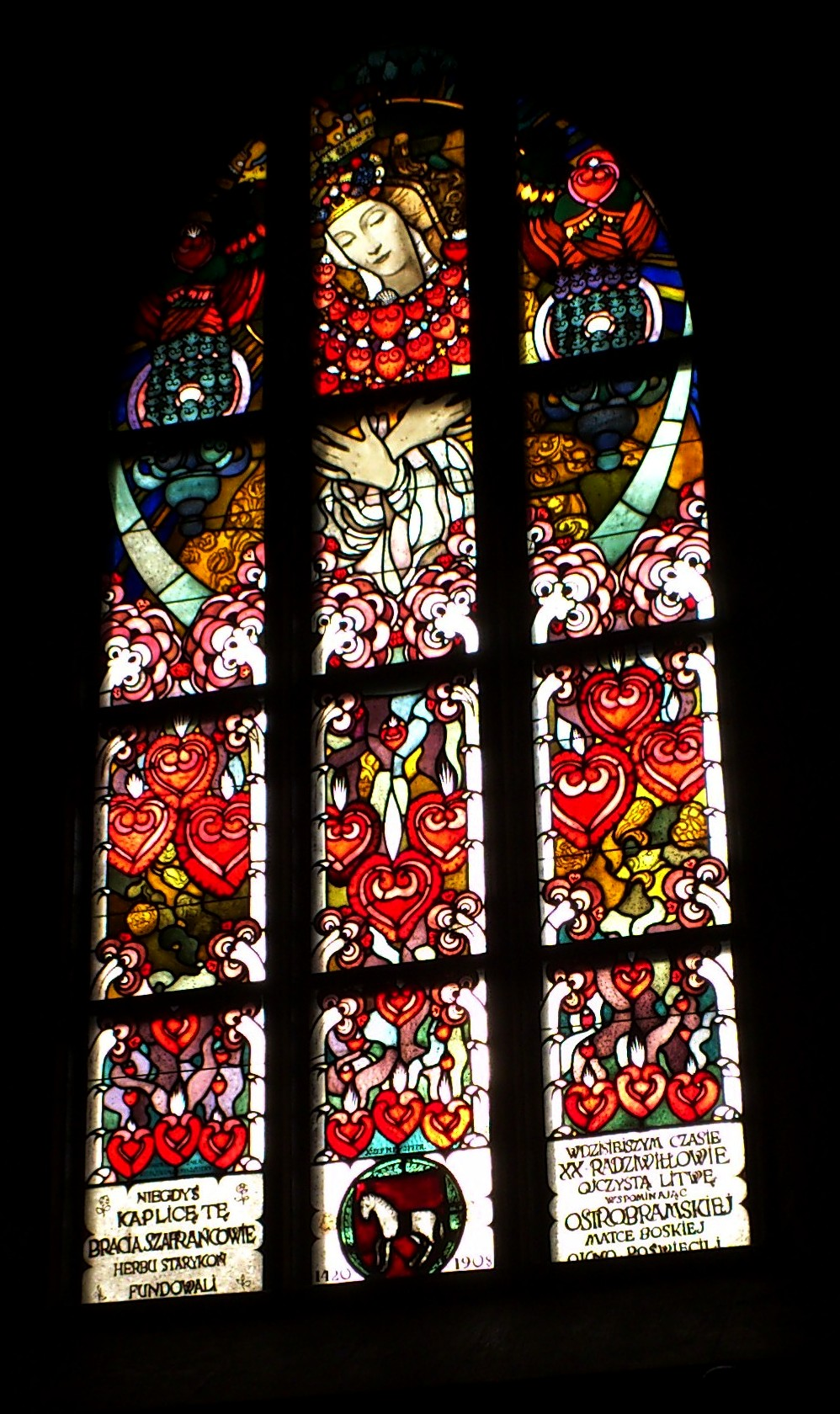
Buntglasfenster
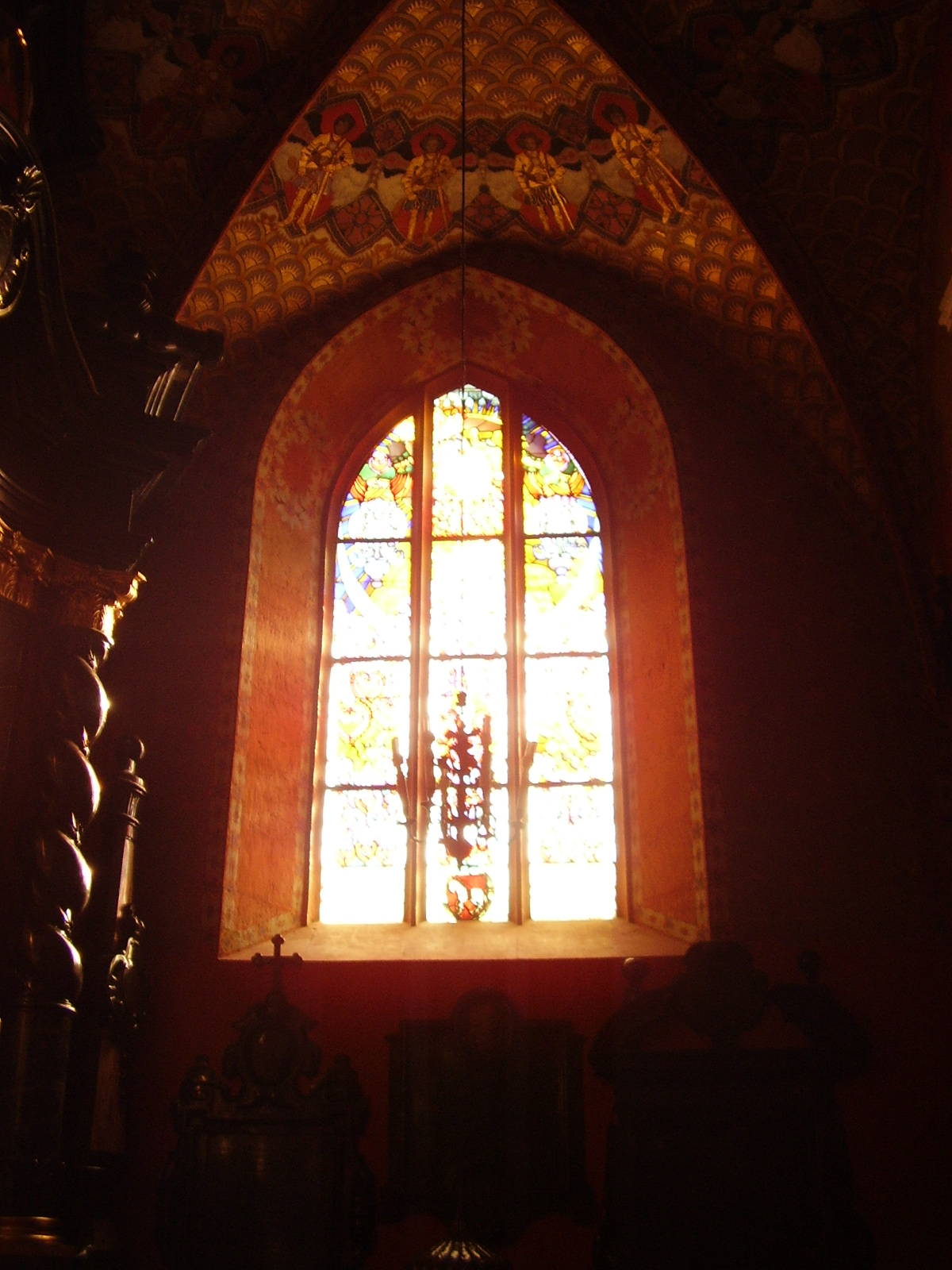
Buntglasfenster

## Quelle
- Michał Rożek: Krakowska katedra na Wawelu. Wydawnictwo św. Stanisława BM Archidiecezji Krakowskiej, Kraków 1989